# Отто Дікс
Вільгельм Гайнріх Отто Дікс (нім. Wilhelm Heinrich Otto Dix нім. вимова: [ˈvɪlhɛlm ˈhaɪnʁiç ˈʔɔto ˈdɪks]; 2 грудня 1891 — 25 липня 1969) — німецький живописець і графік, відомий своїми безжальними і суворо реалістичними зображеннями німецького суспільства під час Веймарської республіки та жорстокості війни.
Поряд із Ґеорґом Ґросом та Максом Бекманом вважається одним із найважливіших художників Нової речевості.

## Біографія

### Раннє життя та освіта
Отто Дікс народився в німецькому Унтермгаузі, який нині є частиною міста Гера в Тюрінгії. Був старший сином Франца Дікса, робітника сталеливарного заводу, та швачки Луїзи, яка в молодості писала вірші. Змалку стикався з мистецтвом. Години, які він провів у майстерні свого двоюрідного брата Фріца Амана, який був живописцем, були вирішальними для формування амбіцій молодого Отто стати художником; він також отримував додаткове заохочення від свого вчителя початкових класів. У період між 1906 і 1910 роками пройшов навчання у художника Карла Зенфа і почав писати свої перші пейзажі. У 1910 році вступив до Мистецької школи в Дрездені, нині Дрезденської Академії мистецтв, де Ріхард Гур був серед його вчителів. На той час це вже була не школа образотворчого мистецтва, а радше академія, зосереджена на прикладних художніх промислах.
Більшість ранніх робіт Дікса зосереджувались на пейзажах та портретах, виконаних у стилізованому реалізмі, який згодом перейшов до експресіонізму.

### Під час Першої світової війни
Коли вибухнула Перша світова війна, Дікс пішов добровольцем до німецької армії. Його розподілили до польового артилерійського полку в Дрездені. Восени 1915 року він був призначений унтер-офіцером кулеметної частини на Західному фронті і брав участь у битві на Соммі. У листопаді 1917 року його підрозділ був переведений на Східний фронт до кінця бойових дій з Росією, а в лютому 1918 року він дислокувався у Фландрії. Повернувшись на західний фронт, він воював у німецькому весняному наступі. Заслужив Залізний хрест (другого класу) і досяг звання віце-фельфебеля. У серпні того ж року він був поранений в шию, а незабаром після цього він взяв уроки підготовки пілотів.
Взяв участь у Fliegerabwehr-Kurs («Пілотний курс оборони») в Тонгерні, був підвищений до віце-фельфебеля і після проходження медичних випробувань переданий до підрозділу авіаційної заміни в Позені. Був звільнений зі служби 22 грудня 1918 р. і веже на Різдво був удома.
Дікс був глибоко вражений видовищами війни, а пізніше описав повторюваний кошмар, у якому він повзав через зруйновані будинки. Він представив свій травматичний досвід у багатьох наступних роботах, включаючи портфоліо із п'ятдесяти офортів під назвою Війна, опубліковане в 1924 р. Згодом він знову згадував про війну у триптиху «Війна», написаному в 1929—1932 роках.

### Повоєнні твори
Наприкінці 1918 року Дікс повернувся до Гери, але наступного року переїхав до Дрездена, де навчався у Школі Образотворчих Мистецтв. Він став засновником групи Дрезденського сецесіону в 1919 році, у період, коли його творчість проходила фазу експресіонізму. У 1920 році познайомився з Ґеорґом Ґросом і під впливом дадаїзму почав включати в свої роботи елементи колажу, деякі з яких він виставляв на першому ярмарку Дада в Берліні. Того ж року він брав участь у виставці німецьких експресіоністів у Дармштадті.
У 1924 році він приєднався до Берлінського сецесіону ; до цього часу він розвивав дедалі реалістичніший стиль живопису, який використовував тонкі глазурі олійною фарбою над темперним підмалюванням на манер старих майстрів. Його картина «Траншея» 1923 року, на якій зображені розчленовані та розкладені тіла солдатів після бою, викликала такий фурор, що музей Вальрафа-Ріхарца сховав картину за завісу. У 1925 році тодішній мер Кельна Конрад Аденауер скасував придбання картини і змусив директора музею подати у відставку.
Дікс був одним з авторів виставки Neue Sachlichkeit в Мангаймі в 1925 році, на якій були представлені роботи Ґеорґа Ґроса, Макса Бекмана, Генріха Марії Даврінггаузена, Карла Губбуха, Рудольфа Шліхтера, Георга Шольца та багатьох інших. Роботи Дікса, як і Ґроса — його друга та колеги-ветерана — були надзвичайно критичними до тогочасного німецького суспільства і часто зупинялися на актах сексуального насильства і вбивства. Він звертав увагу на похмуру сторону життя, безжально зображуючи проституцію, насильство, старість та смерть.
В одному зі своїх небагатьох висловлювань, опублікованому в 1927 році, Дікс заявив: «Об'єкт є первинним, а форма формується об'єктом».
Серед найвідоміших його картин — «Матрос і дівчина» (1925), використана як обкладинка роману Філіпа Рота «Театр суботи», триптих «Велике місто (Метрополіс)» (1928), зневажливий образ розбещених дій німецької Веймарської республіки, де безперервна розпуста була спосібом подолання воєнної поразки та фінансової катастрофи та приголомшливий «Портрет журналістки Сільвії фон Гарден» (1926). Його зображення безногих та зневірених ветеранів — звичного видовища на вулицях Берліна в 20-х роках — розкривають потворну сторону війни та ілюструють їх забутий статус у тогочасному німецькому суспільстві, концепцію якої також розвинута у книзі Еріха Марії Ремарка «На Західному фронті без змін».

### Друга світова війна та нацисти
Коли нацисти прийшли до влади в Німеччині, вони вважали Дікса дегенеративним художником і звільнили його з посади викладача мистецтва в Дрезденській академії. Згодом він переїхав до Бодензее на південному заході Німеччини. Картини Дікса «Траншея» і «Каліки війни» були виставлені на спонсорованій державою виставці виродженого мистецтва Мюнхена 1937 року «Вироджене мистецтво». Пізніше «Калік війни» було спалено. Довго вважалося, що «Траншею» теж знищили, але є відомості, що робота збереглася щонайменше до 1940 року. Подальше місцеперебування невідоме. Можливо, її розграбували під час хаосу в кінці війни. Картину називали "чи не найвідомішою картиною в повоєнній Європі … шедевр невимовного жаху.
Дікс, як і всі інші практикуючі митці, був змушений приєднатися до державної спілки образотворчих мистецтв нацистського уряду (Reichskammer der bildenden Künste), підрозділу Міністерства культури Геббельса (Імперська палата культури). Членство було обов'язковим для всіх митців Рейху. Дікс мусив обіцяти малювати лише необразливі пейзажі. Однак він іноді продовжував малювати алегоричні картини, суперечливі до нацистських ідеалів. Його картини, які вважалися «виродженими», були виявлені у 2012 році серед 1500+ картин, захованих колекціонером мистецтв Гурлітом та його сином.
У 1939 році він був заарештований за надуманим звинуваченням участі у змові проти Гітлера (див. Георг Ельзер), але згодом був звільнений.
Під час Другої світової війни Дікс був призваний до складу Фольксштурму. Наприкінці війни він потрапив у полон до французьких військ і випущений у лютому 1946 року.

### Подальше життя і смерть
Зрештою Дікс повернувся до Дрездена і залишався там до 1966 року. Після війни більшість його картин були релігійними алегоріями або зображеннями повоєнних страждань. У цей період Дікс отримав визнання в обох частинах розділеної тоді Німеччини. У 1959 році він був нагороджений Орденом «За заслуги перед Федеративною Республікою Німеччини» (Großes Verdienstkreuz), а в 1950 році був безуспішно номінований на Національну премію НДР. Отримав премію Ліхтварка в Гамбурзі та художню премію Мартіна Андерсена-Нексе в Дрездені на відзначення 75-річчя у 1967 році. Дікса зробили почесним громадянином Гери. Також у 1967 році він отримав премію Ганса Томи і в 1968 році премію Рембрандта Фонду Гете в Зальцбурзі.
Дікс помер 25 липня 1969 року після другого інсульту в місті Зінген. Похований у Гаєнгофені на Боденському озері.
У Дікса було троє дітей: дочка Неллі (1923—1955) та двоє синів Урсус (1927—2002) та Ян (1928—2019).

## Будинок-музей Отто Дікса

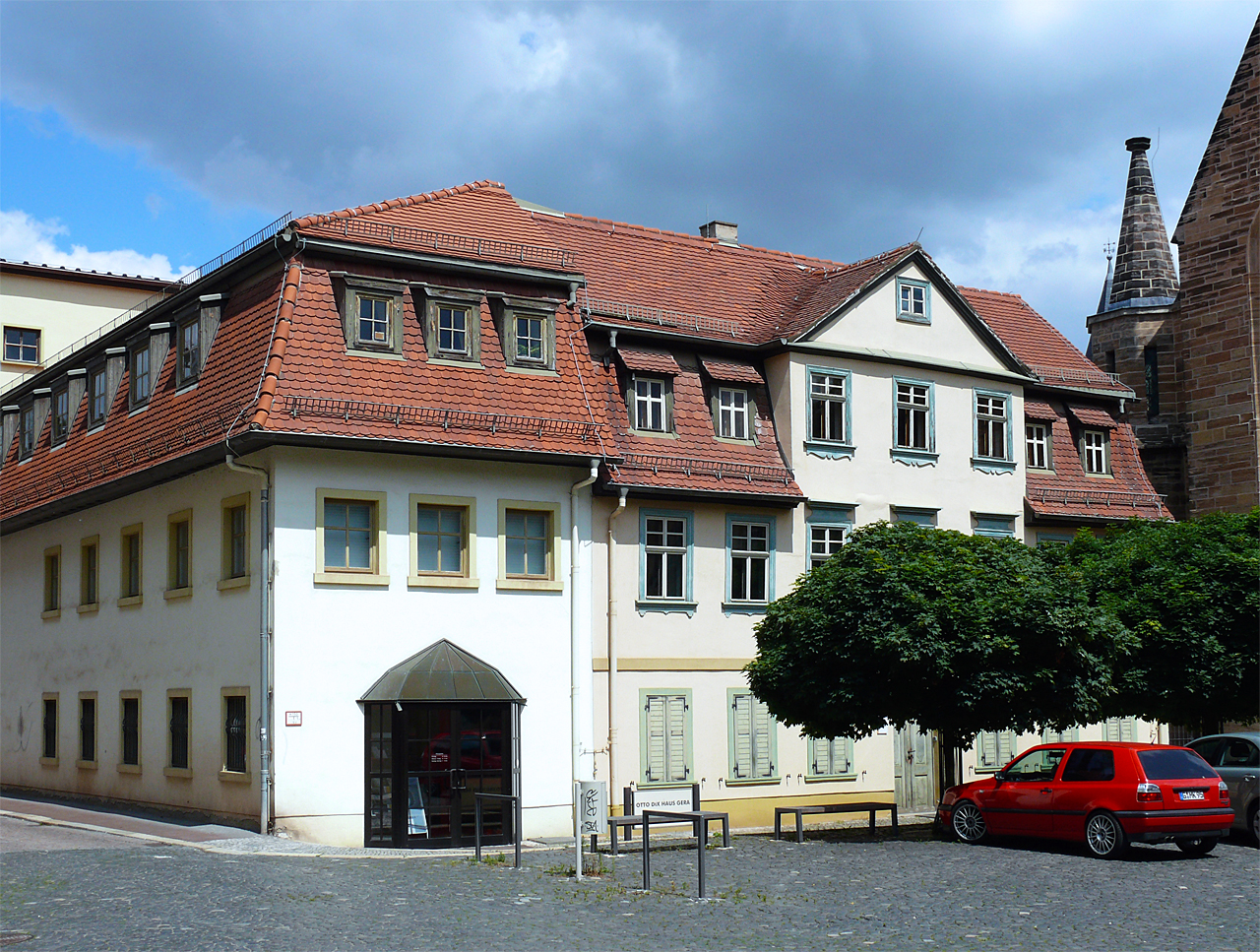
Дім Отто Дікса в Гері — місце народження Дікса.

З 1991 року, 100-річчя з дня народження Дікса, будинок 18 століття, де він народився і виріс у місті Гера, був відкритий для відвідувачів як музей та картинна галерея. Керує ним міська адміністрація.
Окрім доступу до кімнат, в яких жив Дікс, у музеї зберігається постійна колекція з 400 його робіт на папері та картини живопису. Відвідувачі можуть побачити приклади його ескізних альбомів від дитинства, акварелі та малюнки 1920-х та 1930-х років, а також літографії. Також колекція включає 48 листівок, які він надіслав із фронту під час Першої світової війни.
У галереї також регулярно проводяться тимчасові виставки.
Будівля постраждала від повені в червні 2013 року. З метою відновлення музей був закритий у січні 2016 року та знову відкритий у грудні 2016 року після реставрації.